# Papenburg
Papenburg település Németországban, azon belül Alsó-Szászország tartományban. Lakosainak száma 38 841 fő (2023. december 31.). Papenburg Neulehe, Lehe, Surwold és Rhede (Ems) községekkel határos.

## Népesség
A település népességének változása:
| Lakosok száma | 37 579 | 37 885 | 38 556 | 38 841 |
|               | 2019   | 2021   | 2022   | 2023   |